# 锐齿槭
锐齿槭（学名：Acer hookeri）为无患子科槭属的植物。分布于锡金、不丹以及中国大陆的西藏等地，生长于海拔2,600米至3,300米的地区，多生在疏林中，目前尚未由人工引种栽培。

## 异名
- Acer hookeri Miq. var. orbiculare Fang et Y. T. Wu